# Wilhelm Heinrich Friedrich Stein
Wilhelm H. F. Stein, (1899-1998) foi um engenheiro teuto-brasileiro, com grande contribuição para a indústria aeronáutica brasileira. Participou do grupo de pioneiros que fundou a Embraer. Em 1938, foi responsável pelo primeiro bimotor produzido em série no Brasil, o FW-58, e pela fabricação dos Fairchild e do NA-T6, o avião que criou a esquadrilha da fumaça da FAB. Indicou e intermediou a vinda do engenheiro aeronáutico Henrich Focke e sua equipe de especialistas, para o PAR, do Centro Técnico Aeroespacial (DCTA), que, segundo o Brigadeiro Casimiro Montenegro, constituiu o embrião da Embraer. Fascinado pelas invenções de Santos Dumont, fez parte da primeira geração da engenharia aeronáutica mundial, quando a aviação ainda dava seus primeiros passos. Seu início na aviação foi na Alemanha, como engenheiro da Focke-Wulf Flugzeugbau AG.
Condecorado pelo Presidente da República, Humberto Castelo Branco, em 23 de outubro de 1964, com o grau de Cavaleiro, no Corpo de Graduados Especiais da Ordem do Mérito Aeronáutico, pelos relevantes serviços prestados à indústria aeronáutica brasileira.

## Biografia
Nasceu em Osnabrück, na Alemanha, em 7 de junho de 1899, filho do alfaiate Wilhelm Stein e da dona de casa Friederike Stein. Anos depois adquiriu também a cidadania brasileira. De origem humilde, em 1915 formou-se torneiro mecânico pela Escola Técnica de Osnabrück, trabalhando como torneiro mecânico na Luftschiffbau-Zeppelin GmbH e em estaleiros navais, financiou seus estudos para se formar como engenheiro mecânico, em 1925, pela Technische Hochschule (Bau-und Ingenieurschule) de Bremen. Em 1934, iniciou como engenheiro de fabricação na Focke-Wulf Flugzeugbau AG, fundada em 1924, por Henrich Focke e George Wulf em Bremen, lá conheceu o professor Focke.
A Focke-Wulf e a Fábrica de Aviões do Galeão

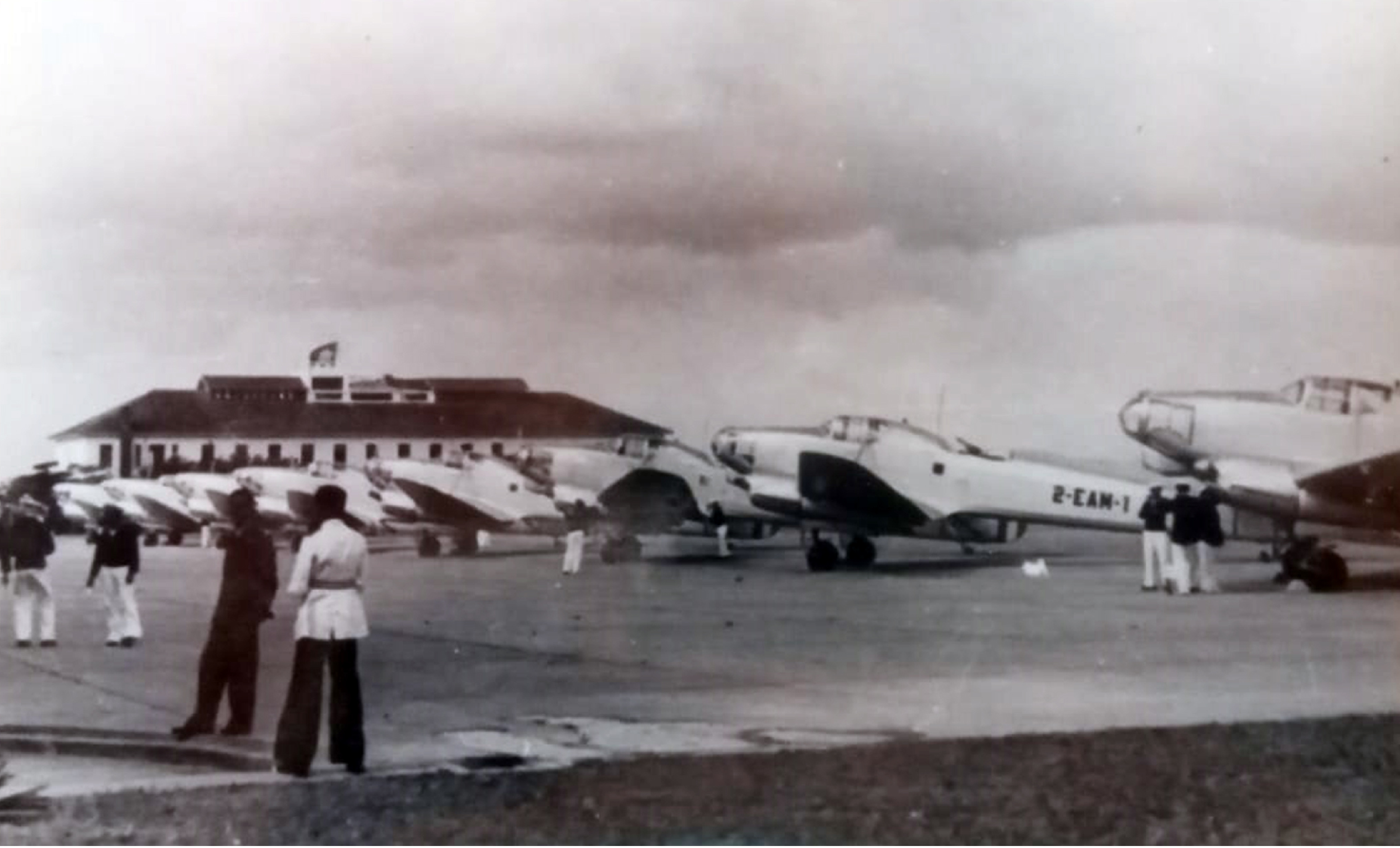
Depois dos FW-44, a Fabrica de Aviões do Galeão entrega os primeiros FW-58.

A Focke-Wulf, passou a ser a mais robusta e eficiente fabricante de aeronaves da Alemanha e fez história na aviação mundial com o famoso caça FW-190, considerado um dos melhores caças da II Grande Guerra e o revolucionário avião de passageiros, o quadrimotor F-200 “Condor”.

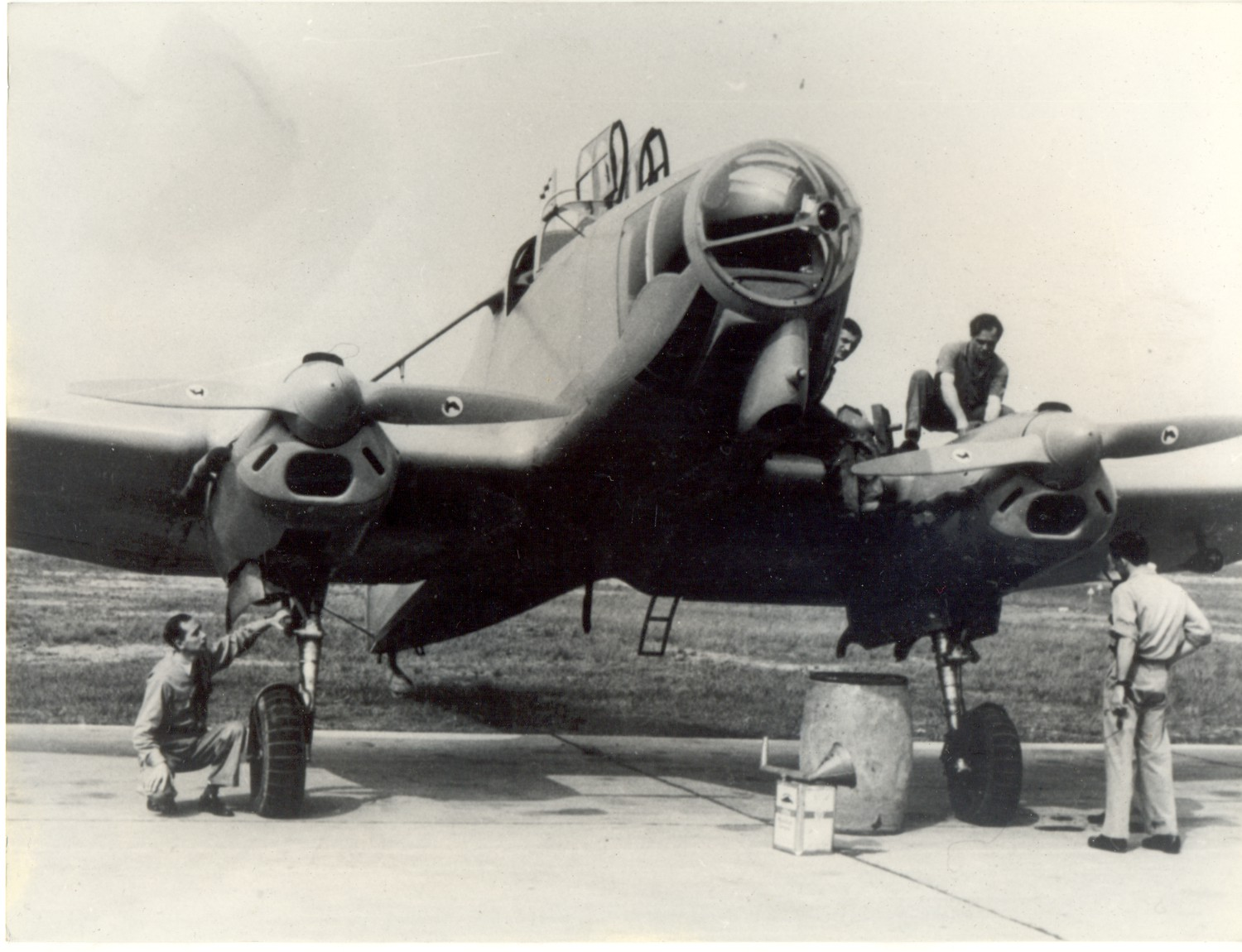
O FW-58 Weihe, tem seu trem de pouso retrátil examinado pelo eng Stein, enquanto o piloto de provas, o piloto naval Jorge de Azevedo aguarda o avião ser abastecido para realizar o primeiro teste do avião

Henrich Focke em 1936 desliga-se de sua empresa e funda a Focke-Achgelis voltada para pesquisas de helicópteros. Em 1937 recebe destaque mundial ao conseguir realizar o primeiro voo de um helicóptero completamente controlável, o Focke-Wulf Fw 61 também denominado como Focke-Achgelis Fa-61, sendo considerado pelos relatórios técnicos da NASA, como o inventor do helicóptero.
Em 1937, o engenheiro Wilhelm Stein da equipe de fabricação da Focke-Wulf, foi enviado para chefiar a fabricação dos aviões da empresa no Brasil, resultado do contrato do governo de Getúlio Vargas com o governo alemão, intermediado por Henrique Lage, procurador da Focke-Wulf no Brasil. Stein descobriu, então, que iria fabricar aviões na terra de Santos Dumont, o inventor do avião e seu ídolo. 
Sua vinda ao Brasil deveria acontecer pelo Zeppelin LZ 129 Hindenburg, que mantinha uma linha de Friedrichshafen ao Rio de Janeiro. Com o fim das operações em razão do incêndio do dirigível em 1937 em New Jersey, a vinda do engenheiro Stein e esposa Hildegard Stein aconteceu por mar, de navio, pelo General Artigas, saindo do porto de Hamburgo em 16/7/1937. Em 1936, foi lançada a pedra fundamental das Oficinas Gerais de Aviação Naval–OGAvN, conhecida como Fábrica de Aviões do Galeão, na Ilha do Governador, tendo como seu diretor o Capitão de Fragata Raymundo Vasconcellos de Aboim:
 
“A Fábrica do Galeão, como ficou conhecida, compreendia uma área construída de 19.000m², sendo inaugurada, sob a direção técnica do engenheiro alemão Wilhelm H. F. Stein, que muito contribuiu para a formação de mão de obra especializada no Brasil.”— A Construção Aeronáutica no Brasil” INCAER-Instituto Histórico-Cultural da Aeronáutica.

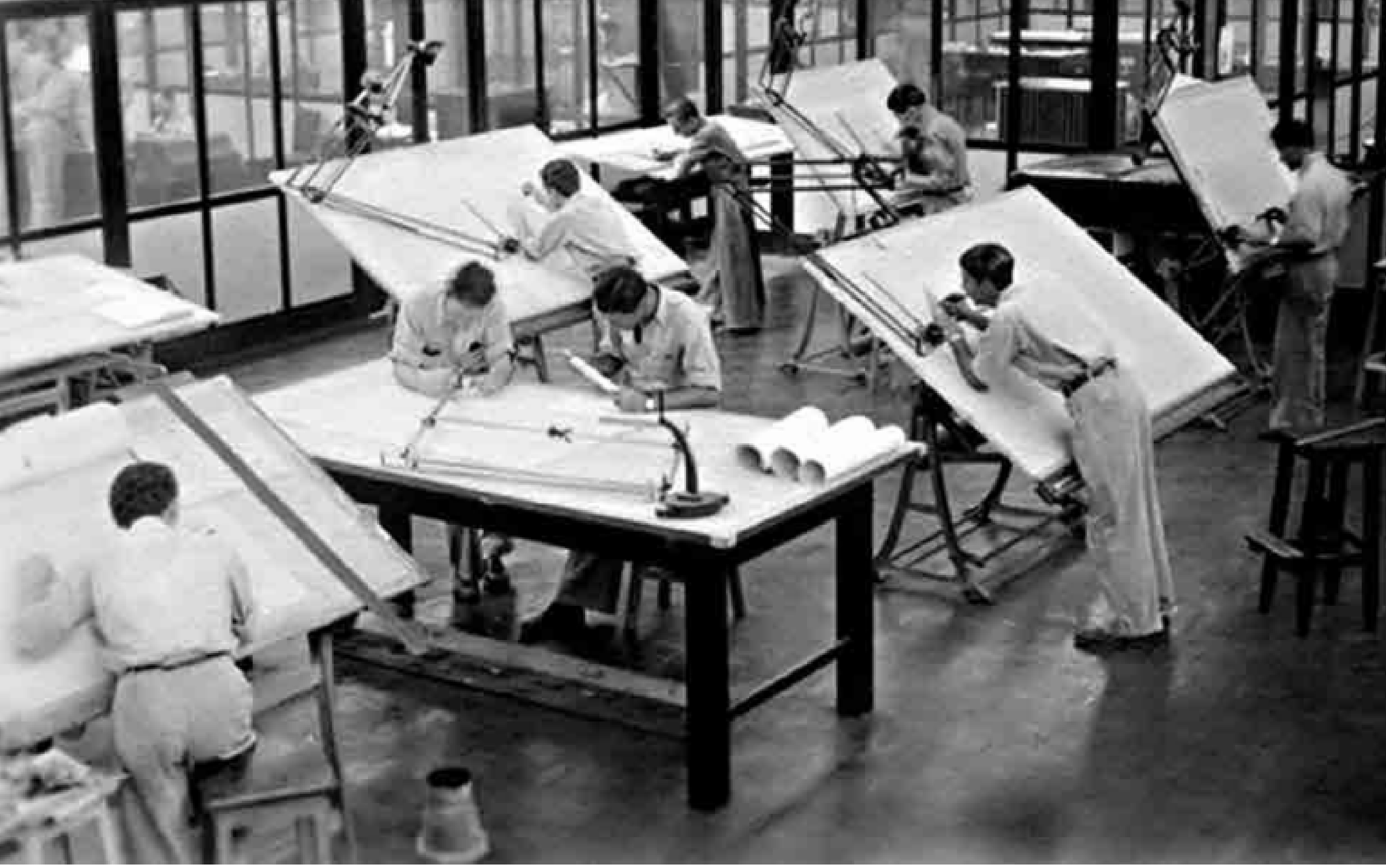
Sala de projetos da Fabrica de Aviões do Galeão:os desenhos eram todos feitos a mão, ainda não existia o CAD/CAM

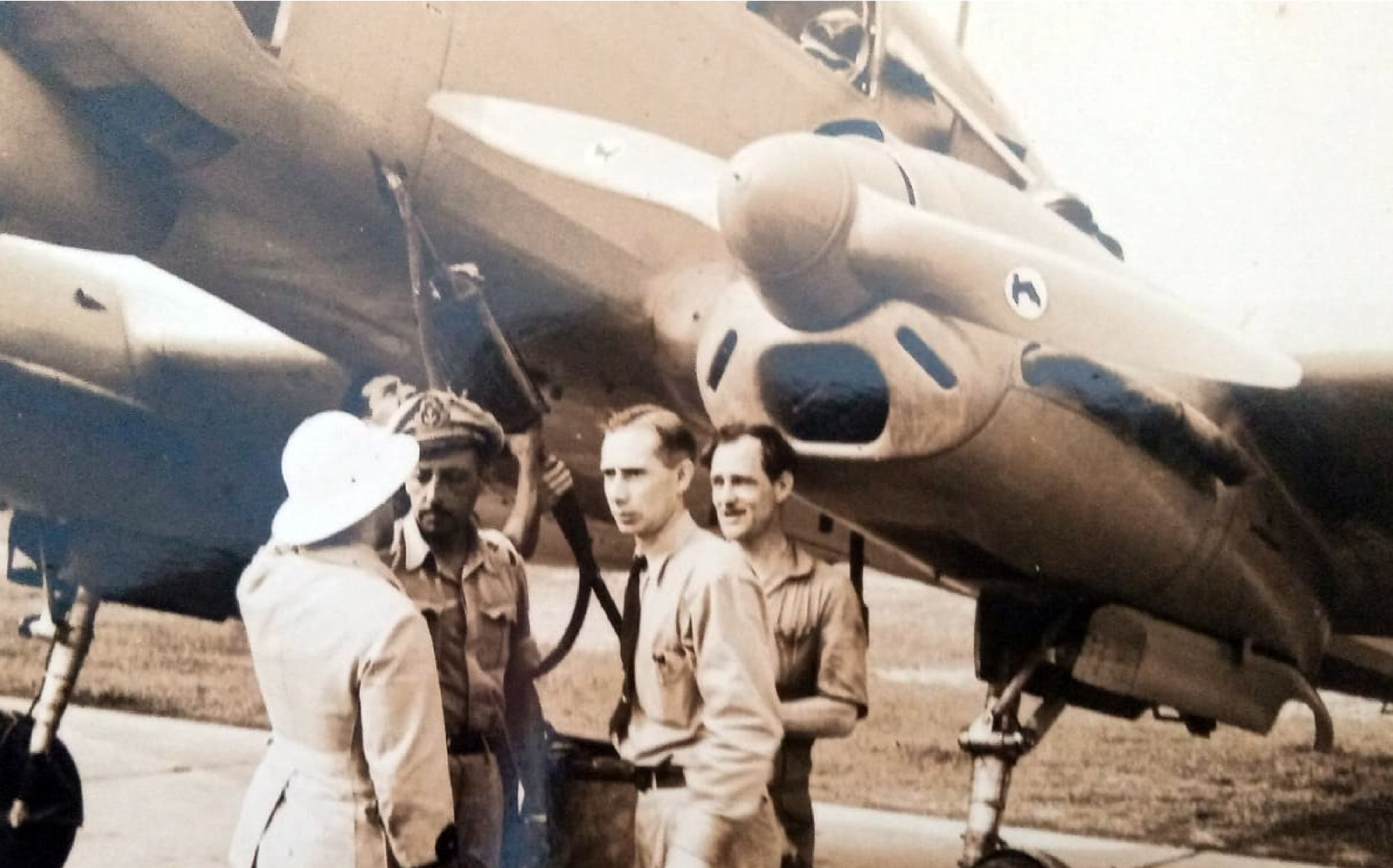
O engenheiro Stein, Chefe de Fabricação e a esquerda o Capitão de Fragata Raymundo de Aboim, Diretor da Fabrica de Aviões do Galeão,. Ao fundo operários abastecem o FW 58

“Entre 1937 e 1939 foram entregues 40 aparelhos FW 44 da primeira fase do contrato com a Focke-Wulf, um avião de treinamento, com nome de um pássaro, Stieglitz, que aqui foi traduzido por Pintassilgo. Em seguida, como parte do contrato, entre 1938 e 1942, foram entregues 25 Bombardeiros bimotor FW-58 Weihe..." O FW-58 Weihe possuía também uma versão para transporte de passageiros VIP, o FW-58 KL 2. Na Alemanha foi utilizado pela Lufthansa, no Brasil dois FW-58 para versão civil, foram utilizados para transporte de passageiros, pelo Sindicato Condor. O FW-58, foi utilizado também pelo Correio Aéreo Nacional-CAN. Foi a primeira vez que no país foram fabricados aviões bimotores em série. O que iria acontecer novamente no Brasil, somente em 1972, com a fabricação em série do bimotor turbohélice Bandeirante.

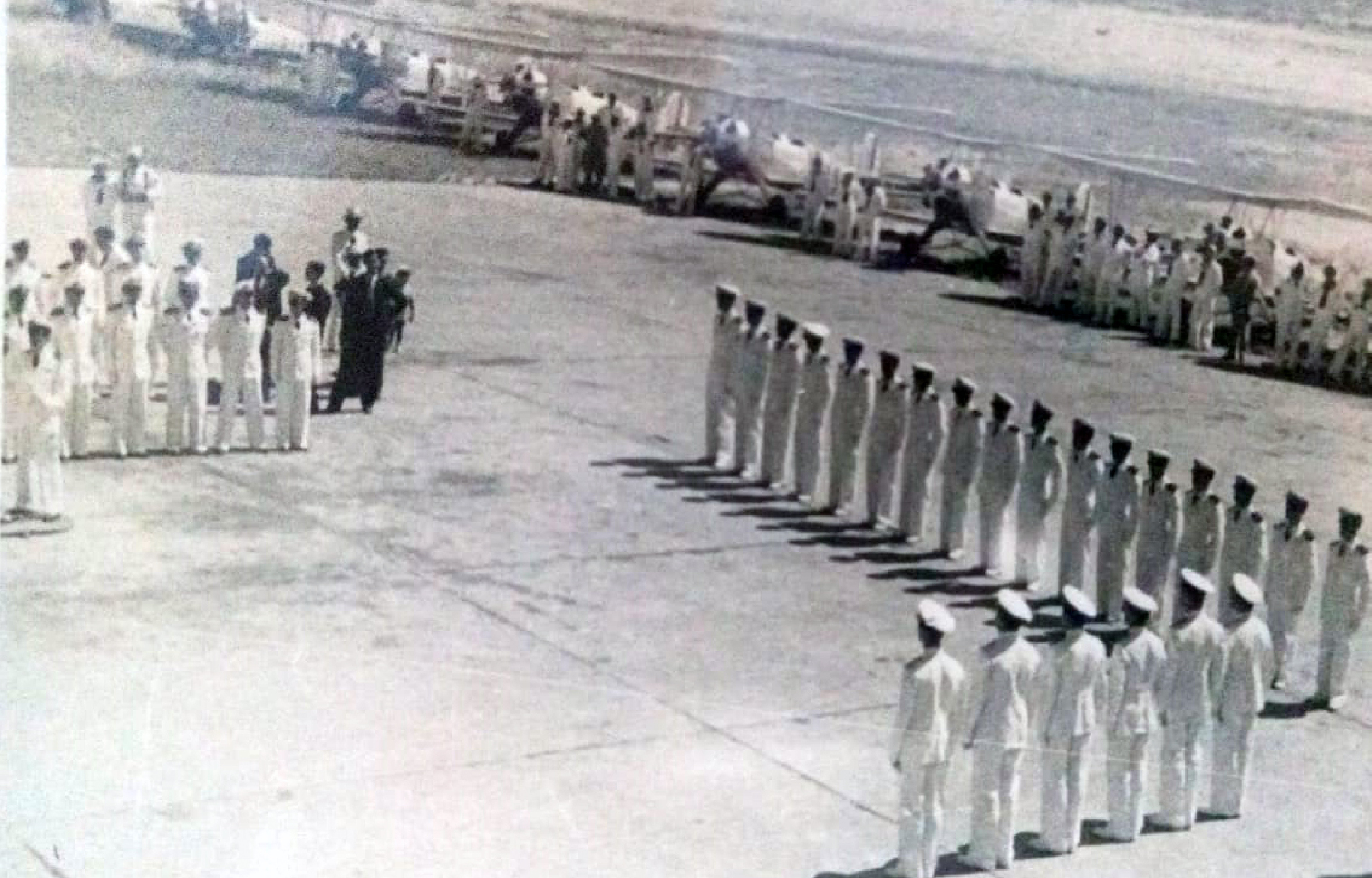
Os primeiro FW-58 são entregues em cerimônia com a presença do Presidente Getúlio Vargas

O segundo bloco dos aviões FW 58 foi fabricado com alto índice de nacionalização nas estruturas das asas, pneus, hélices, tela e contra placada, projetadas e fabricadas pelos profissionais brasileiros da Fábrica do Galeão, com orientação da equipe da Focke Wulf, chefiada por Stein. Os dois aviões, o FW-44 e o FW-58, estão em exposição no Musal - Museu Aeroespacial do Campos dos Afonsos, no Rio de Janeiro.
Transferência de tecnologia e criação de mão de obra especializada

Operários brasileiros na Fábrica do Galeão, em 1942, na linha de montagem do Fw-58. Arquivo Nacional.

O grande interesse do presidente Getúlio Vargas no contrato com o governo alemão era a transferência de tecnologia e formação de mão de obra especializada, para a criação de uma futura indústria aeronáutica brasileira, como demonstra a reportagem do “Diário Carioca”, de 12/6/1939 sobre a visita do presidente Getúlio Vargas a Fábrica do Galeão:

“(...) em companhia do capitão de mar e guerra F.Trompowsky, o presidente Getúlio Vargas percorreu as dependências da oficina. Apresentado ao engenheiro Stein, contratado pelo governo e especializado na construção de aviões, o presidente Getúlio Vargas, indaga- lhe do interesse que tem tido com os operários brasileiros nos serviços de construção de aviões. O Sr Stein mostra-se entusiasmado com a capacidade dos nossos trabalhadores (...)” 
— Jornal “Diário Carioca” 12/6/1939
O Brasil, neste período era um país basicamente agrário, com uma indústria extremamente incipiente, que iria dar seus primeiros passos rumo a industrialização justamente a partir das políticas de Getúlio Vargas.
 
“Faltava tudo no Brasil nesta época, quase não haviam torneiros mecânicos, não existiam soldadores capazes de soldar alumínio, o grupo de técnicos alemães, chefiados pelo engenheiro Wilhelm Stein teve um papel importantíssimo na formação de mão de obra especializada no Brasil (...)”— A Construção Aeronáutica no Brasil” INCAER-Instituto Histórico-Cultural da Aeronáutica
Farchild e a Fábrica de Aviões do Galeão
Com a definição do governo Vargas, se posicionando ao lado dos aliados, e a entrada do Brasil na II Guerra contra a Alemanha, em 22/08/1942, o contrato com a Focke-Wulf foi interrompido e a fabricação dos aviões foi descontinuada, sem realizar o passo seguinte, que seria a fabricação do quadrimotor FW-200 “Condor”, considerado o mais avançado e confortável avião de transporte de passageiros do mundo, e o único, em sua época, capaz de atravessar o Atlântico Norte sem escalas. Mas formou-se uma mão de obra especializada, que depois participou, ativamente da montagem de 232 Fairchild PT-19 sob licença da Farchild Engine Corporation, que contou com Wilhelm Stein como diretor de fabricação, que não retorna a Alemanha e resolve ficar com a família no Brasil. 
Com o fim de seu contrato com a Fairchild, e sem emprego, devido à guerra, Stein passou a trabalhar como engenheiro civil para o Cassino da Urca e na construção do Hotel Quitandinha, em Petrópolis, do empresário Joaquim Rolla.
O T-6 da North American e a Fábrica de Lagoa Santa, MG

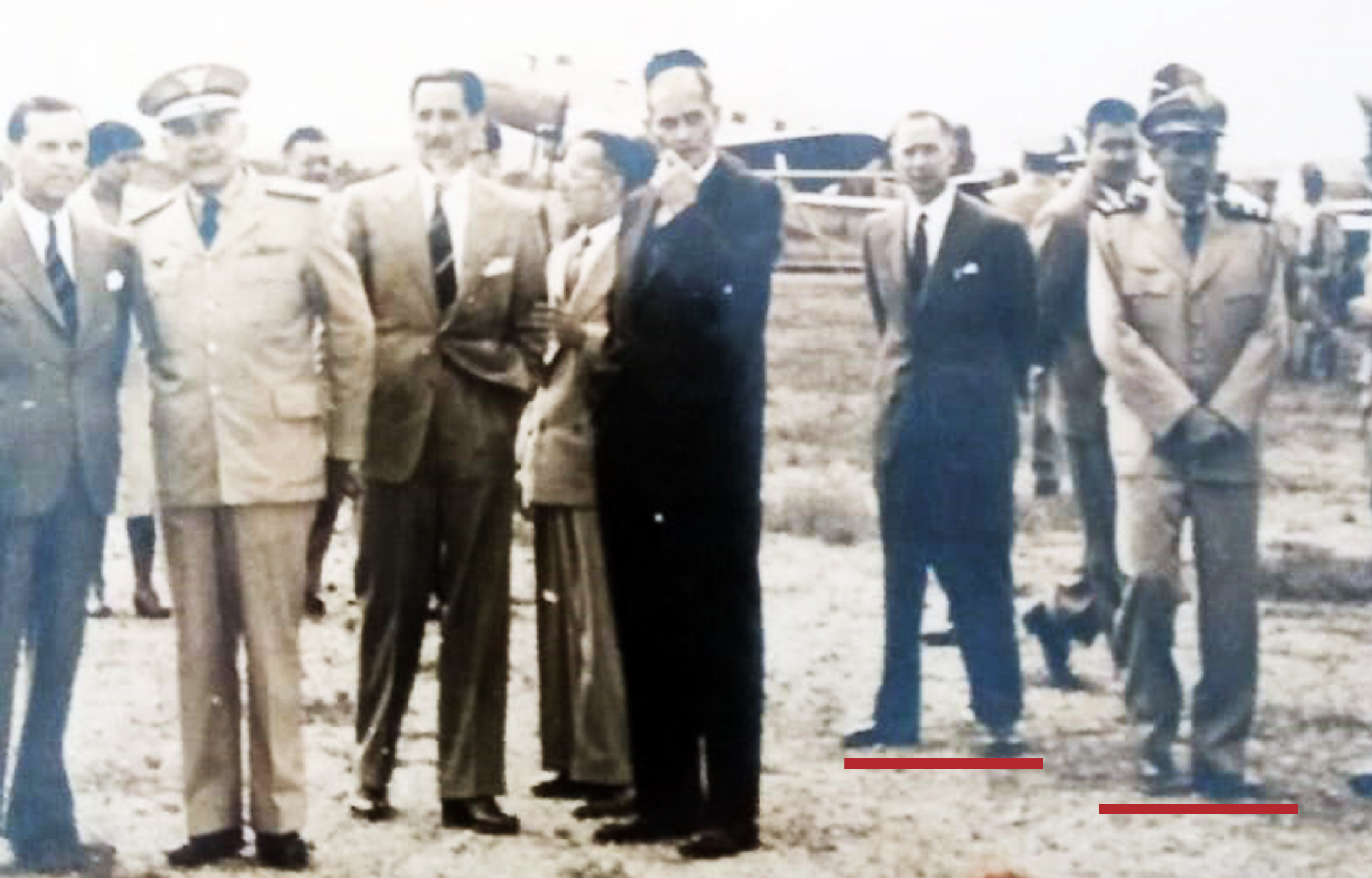
W. Stein e o Brigadeiro Montenegro (a direita, marcados com tarja em vermelho) na entrega do último NA T¨6 fabricado em Lagoa Santa, com a presença de autoridades civis e militares

No final da década de 40, o engenheiro Stein foi convidado para assumir a fabricação do avião norte-americano NA T-6, em Lagoa Santa, Minas Gerais, pelo então Ministro da Aeronáutica, Brigadeiro Armando Figueira Trompowsky, seu conhecido da Fábrica do Galeão, que o reencontrou, por acaso, ao se hospedar no Hotel Quitandinha.
Depois de diversas gestões fracassadas, a Aeronáutica havia assumido a fábrica de Baby Pignatari, o playboy empreendedor brasileiro que tinha a licença para fabricação dos T-6 da North American Aviation, Inc Com Stein como Chefe de Fabricação, foram produzidos 81 aviões NA, que a Força Aérea Brasileira operou até 1977, os lendários T-6, conhecidos nos EUA como pilot makers (fazedores de piloto), responsáveis pelo sucesso da Esquadrilha da Fumaça Brasileira de 1952 até 1977, quando foram substituídos pelo Universal da Neiva e depois pelo Tucanos da EMBRAER. 
CTA, ITA, PAR e Henrich Focke

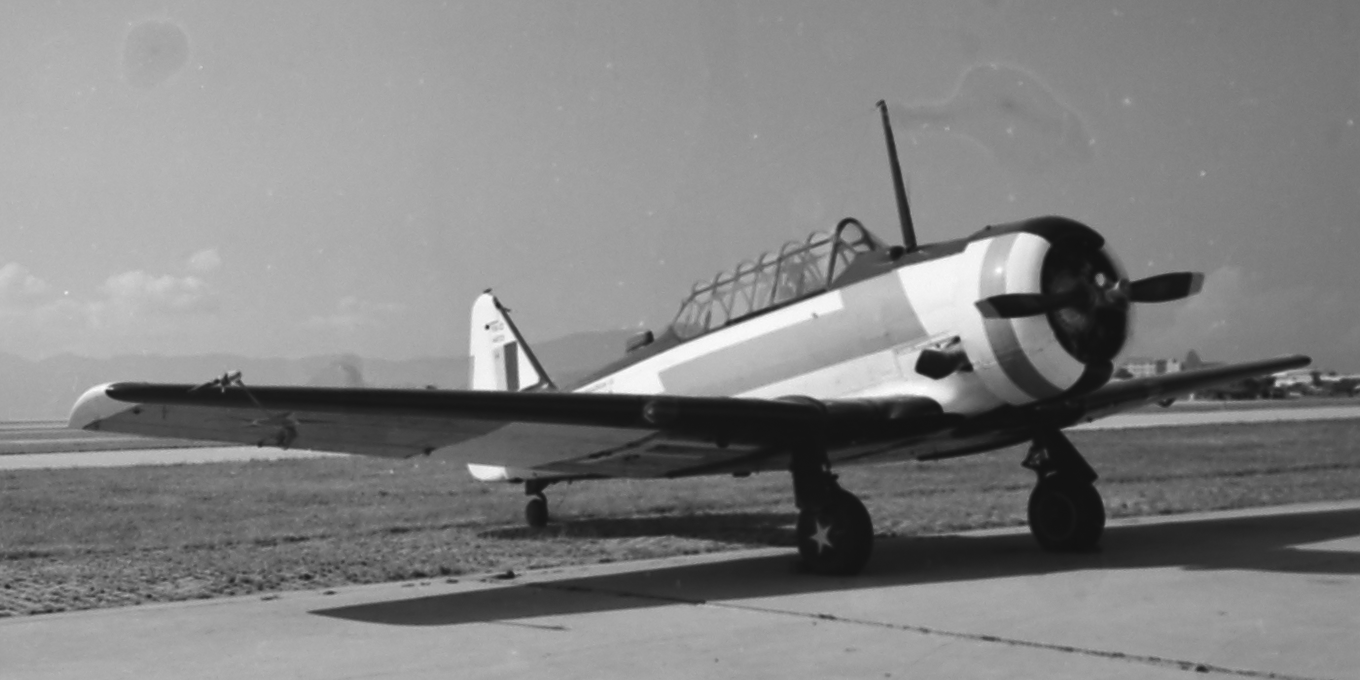
O NA T-6, fabricado em Lagoa Santa, MG. o famoso "Pilot Maker"

Com a entrega dos aviões contratados em 1950, a Fábrica de Lagoa Santa foi desativada, tornando-se um centro de manutenção de aviões da FAB. Wilhelm Stein foi convidado então pelo idealizador e fundador do CTA e do ITA, o Brigadeiro Casimiro Montenegro, para participar de outro sonho seu, o PAR: o núcleo de pesquisa de construção de aeronaves do CTA. 
Na oportunidade, Stein comentou com o Brigadeiro Casimiro Montenegro, que seu amigo, professor Henrich Focke, devido as limitações do pós guerra, estava incapacitado de desenvolver suas pesquisas na Alemanha, e tentava desenvolver um projeto inovador na Holanda, mas com poucas perspectivas de sucesso, o que despertou o imediato interesse do fundador e diretor geral do CTA em convidar o cientista e sua equipe de pesquisadores da antiga Focke-Achgelis para desenvolverem o projeto no PAR.
 
“(...) enquanto os holandeses ainda procuravam investidores para desenvolver o Heliconair, chegou uma carta de um antigo colega meu, o engenheiro sênior Stein, que havia sido enviado ao Brasil junto com um grupo de trabalho para construir aviões da Focke Wulf sob licença...ele escreveu que havia comentado com o chefe do Centro Técnico do Ministério da Aviação do Brasil, Brigadeiro Montenegro, que eu provavelmente estava disponível, e, imediatamente o Brigadeiro Montenegro pediu-lhe que entrasse em contato e me perguntasse se eu gostaria de ingressar em um grupo de trabalho no serviço brasileiro juntamente com minha equipe (...)”.— Henrich Focke em sua autobiografia, Mein Lebensweg.
Wilhelm Stein, depois do primeiro contato com Focke, a pedido do Brigadeiro Montenegro, quando terminou a cerimônia da entrega dos NA T6, seguiu ao Ministério da Aeronáutica no Rio de Janeiro para acertar detalhes de sua viagem para a Alemanha, para convencer seu colega, professor Focke, e sua equipe de engenheiros da Focke-Achgelis espalhados pela Europa, devido a proibição da Alemanha em fabricar aviões, a participarem do IPD-PAR, em um país, que apesar de distante, era a terra natal de Santos Dumont, o inventor do avião, argumento que convenceu tanto o inventor do helicóptero como sua equipe. 
"Em 1953 Casimiro Montenegro convida o engenheiro aeroespacial e fundador da Focke-Wulf em Bremen, o alemão Henrich Focke e seus engenheiros, para que atuassem no CTA. Isto ocorre após Montenegro tomar conhecimento dos projetos inovadores que esses engenheiros vinham realizando na Alemanha, desenvolvendo desde 1939, helicópteros como o Focke-Wulf Fw 61 e aeronaves como Focke-Wulf Fw 190 e Focke-Wulf Fw 2000."
Por falar fluentemente o alemão, o Cel. Av. Aldo Weber Vieira da Rosa foi indicado pelo Brigadeiro Casimiro Montenegro para dar prosseguimento aos contatos do engenheiro Stein e formalizar o convite e o contrato.
“ Embarquei (...) meu colega, o engenheiro Stein e o Coronel Weber-Vieira da Rosa, que eu havia conhecido em Amsterdam, me receberam no aeroporto da Ilha do Governador. Do aeroporto, sem uma pausa, seguimos direto para encontramos o Brigadeiro Montenegro, chefe do Centro Técnico Aeronáutico, que após uma breve conversa preliminar, levou-me ao ministro, que conversou animadamente comigo durante mais de meia hora (...)”.
 
“Era uma equipe de altíssimo nível (...) Tinha o Stein, você conheceu o engenheiro Stein, não conheceu? Alemão, era muito amigo do professor Focke e que depois participou da criação da Embraer. Ficou lá muito tempo... A Embraer aproveitou todos os técnicos da Focke. Ficamos com o pessoal dele, e isso constituiu a base da Embraer (...)”— Brigadeiro Montenegro, em entrevista realizada em 1988 à Cláudia Guimarães e Simon Schwartzman para o CPDOC da FGV-Fundação Getúlio Vargas 
A nata da engenharia aeronáutica mundial chega ao PAR, no CTA

Em 1952, o professor Focke e sua equipe chegam ao Brasil. A equipe era formada por profissionais que haviam participado de importantes projetos da aeronáutica da indústria alemã, projetistas, especialistas em normatização e procedimento industrial, aerodinâmica, modelagem, eletrônica, motores para aeronaves, de empresas como BMW, Focke-Achgelis, Messerschmitt, engenheiros aeronáuticos como Bussmann, Belitz, Begand, Degenhardt, Gagell, Swoboda. Em fins de 1952, a equipe era formada por mais de 40 pessoas, abrigadas no PAR, e que doze anos depois, em 1964, iria participar da fabricação do protótipo do avião Bandeirante. A esta equipe se juntam engenheiros como Joseph Kovács, Wilhelm Stein, que passam a fazer parte do grupo Focke, para desenvolverem o projeto do Convertplan, um avião com capacidade para decolar na vertical e depois voar na horizontal.

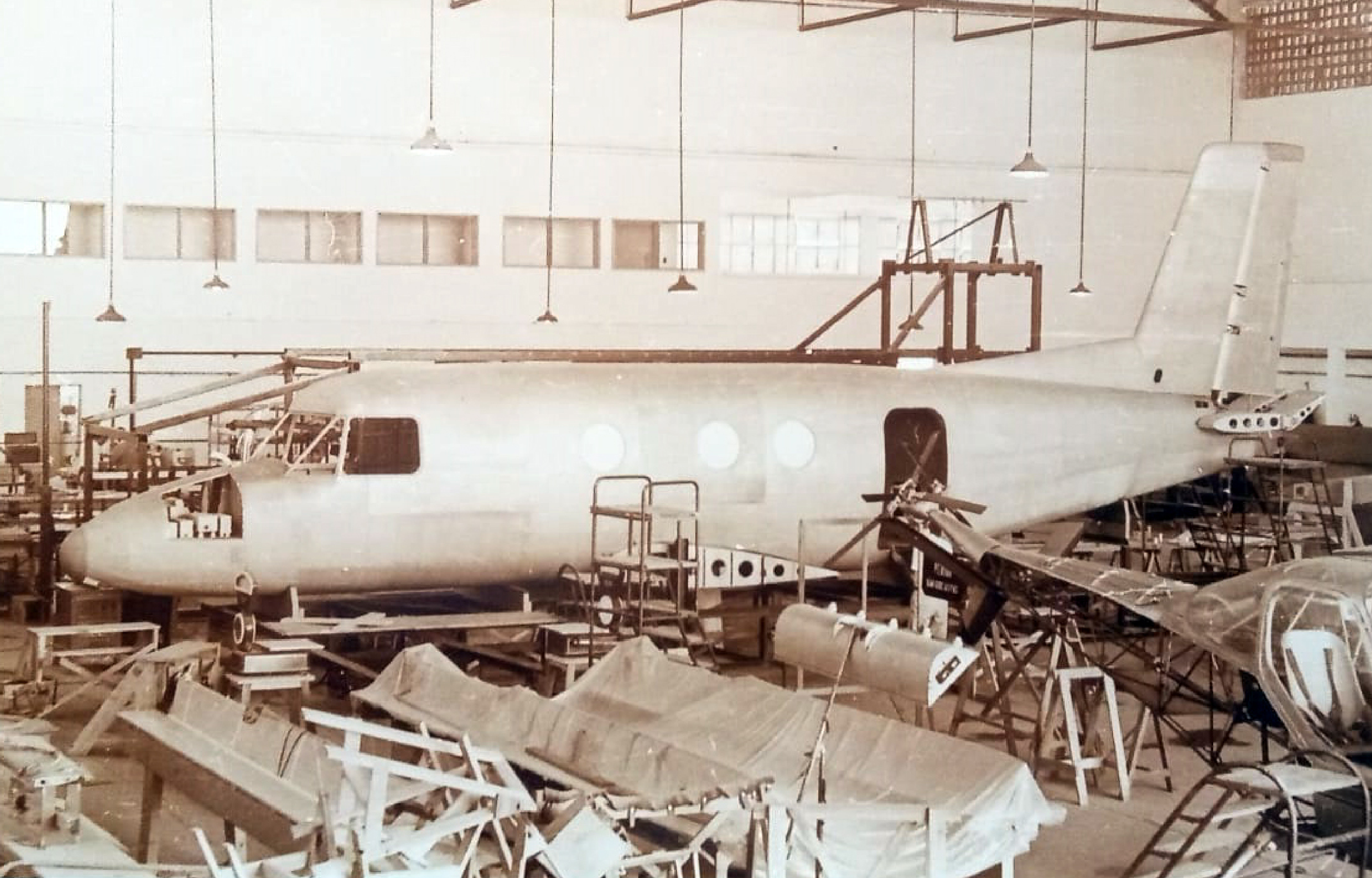
Com o protótipo do Bandeirante fabricado no PAR do CTA, nasce a Embraer

O projeto Convertplan era um projeto ambicioso para as condições do país. Com a recusa do governo inglês em fornecer as turbinas "Mamba" Rolls-Royce, a equipe tentou adaptar o projeto para motor a explosão, mas devido a trepidação e ao peso do motor, o projeto passou a se mostrar inviável, apesar de toda a genialidade da equipe. Premido por falta de verbas, o programa foi encerrado, restando dar prosseguimento ao projeto do helicóptero Beija-Flor. Uma aeronave que teve como pilotos de provas o Brigadeiro Aldo Weber Vieira da Rosa e o Brigadeiro Hugo de Oliveira Piva. Como curiosidade, alguns anos depois, a Inglaterra construiu o Harrier, um caça com as características do projeto inicial do Covertplan: utiliza as mesmas turbinas Rolls-Royce solicitadas, decola na vertical como um helicóptero e depois voa na horizontal como um avião.

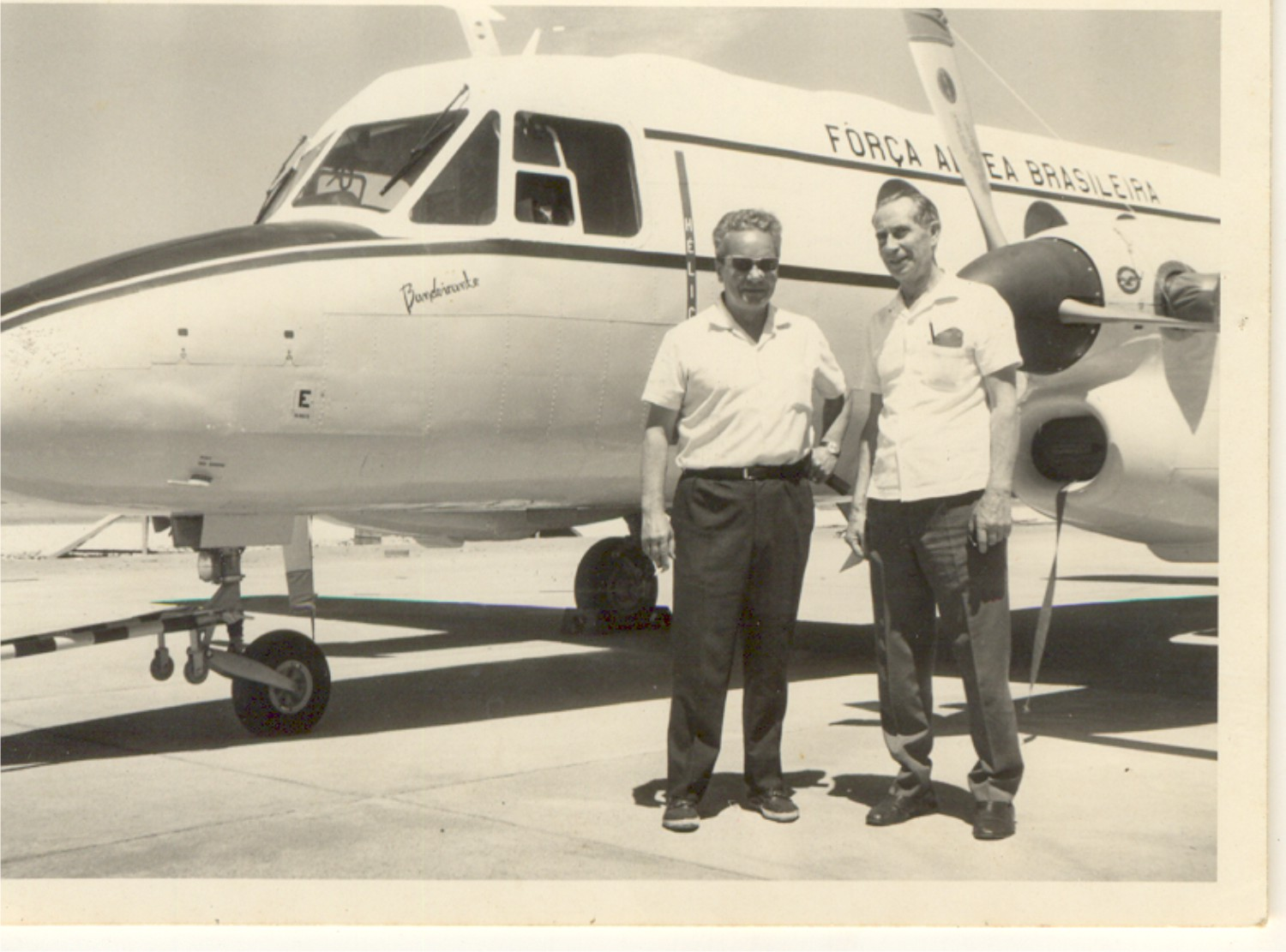
O Bandeirante sai do Hangar do PAR, para seu primeiro voo. Seu projetista Max Holste e o engenheiro Wilhelm Heirich Friedrich Stein, posam a sua frente.

Segundo Roberto Pereira de Andrade, em artigo na revista Aero Magazine “(...) foi praticamente o programa do Convertiplano que iniciou a hoje pujante indústria aeronáutica brasileira.”
Em entrevista à revista ABCM Engenharia, o projetista Joseph Kovács, que pertenceu a equipe inicial do PAR do Grupo Focke, e depois como projetista da Embraer foi responsável pela criação do Tucano, comentou: “...mesmo considerando que o Convert Plan não foi concluído, suas partes sucateadas, a documentação destruída e sofrido pesadas críticas, o resultado final foi extremamente positivo. A equipe do Prof. Focke foi a primeira verdadeiramente de desenvolvimento, com rotinas de trabalho modernas, em atividade no Brasil e cujos efeitos sentimos até hoje no meio aeronáutico, mesmo depois de muito tempo da retirada da maioria dos seus protagonistas.”
Bandeirante: o avião que gerou a 3a maior fábrica de aviões do mundo.
Com o fim do contrato, o grupo Focke se desfez, alguns foram para os EUA para a Boeing, Lockheed ou Cesna. Henrich Focke que tinha interesses em convertplanos, seguiu para a Bell que iria desenvolver o heliconair Osprey, retornando depois de algum tempo para a Alemanha, a convite da Borgward GmbH para desenvolver o helicóptero BFK-1 Kolibri. Mas a maioria da equipe de Heinrich Focke permanece no Brasil.
Participaram, então, do novo projeto do PAR - o Bandeirante - do projetista de aeronaves francês, Max Holste, coordenado pelo engenheiro Tenente Coronel Ozires Silva, que teve o engenheiro Wilhelm Stein como um dos participantes na fabricação do protótipo, o que adiou sua aposentadoria compulsória aos 70 anos, a pedido do próprio Ozires Silva ao Ministério da Aeronáutica:
 
“(...) devido a grande experiência do Eng. Stein em construção de aviões, sua permanência seria muito útil ao PAR, especialmente na fase atual de estudos e preparação da produção em série do Bandeirante. Solicito, que apesar de sua aposentadoria compulsória, o Eng Stein seja mantido no serviço deste departamento(...) ”— Ozires Silva, Ten Cel Av- Chefe do PAR.
Com o sucesso do protótipo do Bandeirante, Stein participa do grupo pioneiro da fundação da Embraer, na produção em série do Bandeirante, e depois parte para a Itália para outro projeto da Embraer, o do caça Xavante, parceria com a italiana Aeromach. Depois de alguns anos, Stein finalmente se aposentou, se retirando para seu sítio em Visconde de Mauá, onde, como lazer, iniciou estudos sobre a criação de trutas em um país tropical e foi responsável por uma das primeiras criações do peixe no país. Wilhelm Stein faleceu aos 98 anos, deixando a esposa Hildegard Stein e três filhos: Wolfgang Stein, Ingrid Stein e Diter Stein.